# Monte Serra (Elba)
Il Monte Serra è una collina dell'isola d'Elba.

## Descrizione
Situata nella parte orientale dell'isola, raggiunge un'altezza di 422 metri sul livello del mare.
Il toponimo, attestato nel 1840 come Serra alla Croce, deriva dal latino serra («cresta montana»). Nell'area esistono ruderi appartenenti ad un probabile insediamento di epoca etrusca, che da alcuni - come l'archeologo Giorgio Monaco - sono stati identificati con un presunto tempio dedicato al dio Tinia. Dalla zona provengono inoltre strumenti litici risalenti al Paleolitico e al Neolitico.